# Silverfall
Silverfall est un jeu vidéo de type hack and slash développé par le studio français Monte Cristo, et sorti sur PC en 2007. Le jeu est porté sur PlayStation Portable en 2008.

## Les races
Les différentes races disponibles dans ce jeu sont : les gobelins, les humains, les elfes et les trolls.
Toutes ces races ont des attributs particuliers :
- humains : plus de force et d'intelligence
- elfes : plus d'agilité et d'intelligence
- trolls : plus de force et de constitution
- gobelins : plus de constitution et d'agilité

## Histoire
- Dès que vous commencez votre partie, vous pouvez être en possession d'un archimage, avec lequel vous allez retracer la chute de Silverfall, prélude facultatif avant de commencer à jouer avec son personnage.

- Dès que vous avez fini ce prélude vous pouvez commencer à jouer avec votre personnage et à commencer à réaliser des quêtes, améliorer votre équipement, apprendre de nouvelles compétences...

## Compétences et attributs
- Vos compétences ne seront pas choisies à cause de votre race de personnages.